# فریادی در خیابان‌ها
فریادی در خیابان‌ها (انگلیسی: A Scream in the Streets) یک فیلم درام جنایی به کارگردانی کارل مونسون است که در سال ۱۹۷۳ منتشر شد. از بازیگران آن می‌توان به کالین برنن اشاره کرد.